# Who Broke Your Heart and Made You Write That Song
«Who Broke Your Heart and Made You Write That Song» es una canción compuesta por Michael Chain e interpretada por la cantante Claudine Longet. Fue publicado en junio de 1974 como su último sencillo.

## Recepción de la crítica
La revista Cash Box declaró: “Claudine interpreta sensualmente esta tierna balada mientras vuelve a entrar en el sorteo del pop. Perfecto para los mercados MOR así como para el pop, ya que la calidad vocal similar a un susurro de la Sra. Longet es tan relajante como entretenida”.

## Lista de canciones
US 7-inch single – Barnaby B-603
1. «Who Broke Your Heart and Made You Write That Song» (Michael Chain) – 2:56
2. «Goodbye Jimmy Goodbye» (Jack Vaughn) – 2:56

## Posicionamiento
| Gráfica (1974)                  | Pico de posición |
| ------------------------------- | ---------------- |
| Canadá (RPM Pop Music Playlist) | 27               |

## Otras versiones
La cantante filipina Nora Aunor publicó su versión de la canción en su álbum Lady Guy (1974).  La cantante estadounidense Vicki Lawrence publicó su versión de la canción en su álbum Ships in the Night (1974). El músico B. J. Thomas publicó su versión de la canción en su álbum Reunion (1975). Wayne Newton publicó su versión de la canción en su álbum Tomorrow (1976).